# Tristan Valentin
Tristan Valentin (Le Blanc-Mesnil, 23 febbraio 1982) è un ex ciclista su strada francese.

## Palmarès

### Strada
- 2005 (Auber 93, due vittorie)

Grand Prix de la Ville de Nogent-sur-Oise
Tro-Bro Léon

## Piazzamenti

### Grandi Giri
- Giro d'Italia

2007: 132º
- Tour de France

2011: 118º

### Classiche monumento
- Milano-Sanremo

2008: 138º
2011: ritirato
- Giro delle Fiandre

2008: ritirato
2011: ritirato
- Parigi-Roubaix

2006: 96º
2007: 84º
2008: ritirato
2010: ritirato
- Liegi-Bastogne-Liegi

2013: 140º
- Giro di Lombardia

2007: 48º
2009: ritirato
2010: ritirato

### Competizioni mondiali
- Campionati del mondo

Plouay 2000 - In linea Junior: 73º
Limburgo 2012 - Cronosquadre: 21º